# Голубянка аргус
Голубя́нка аргус, или большой аргус (лат. Plebejus argus) — бабочка из семейства голубянок.

## Внешний вид имаго

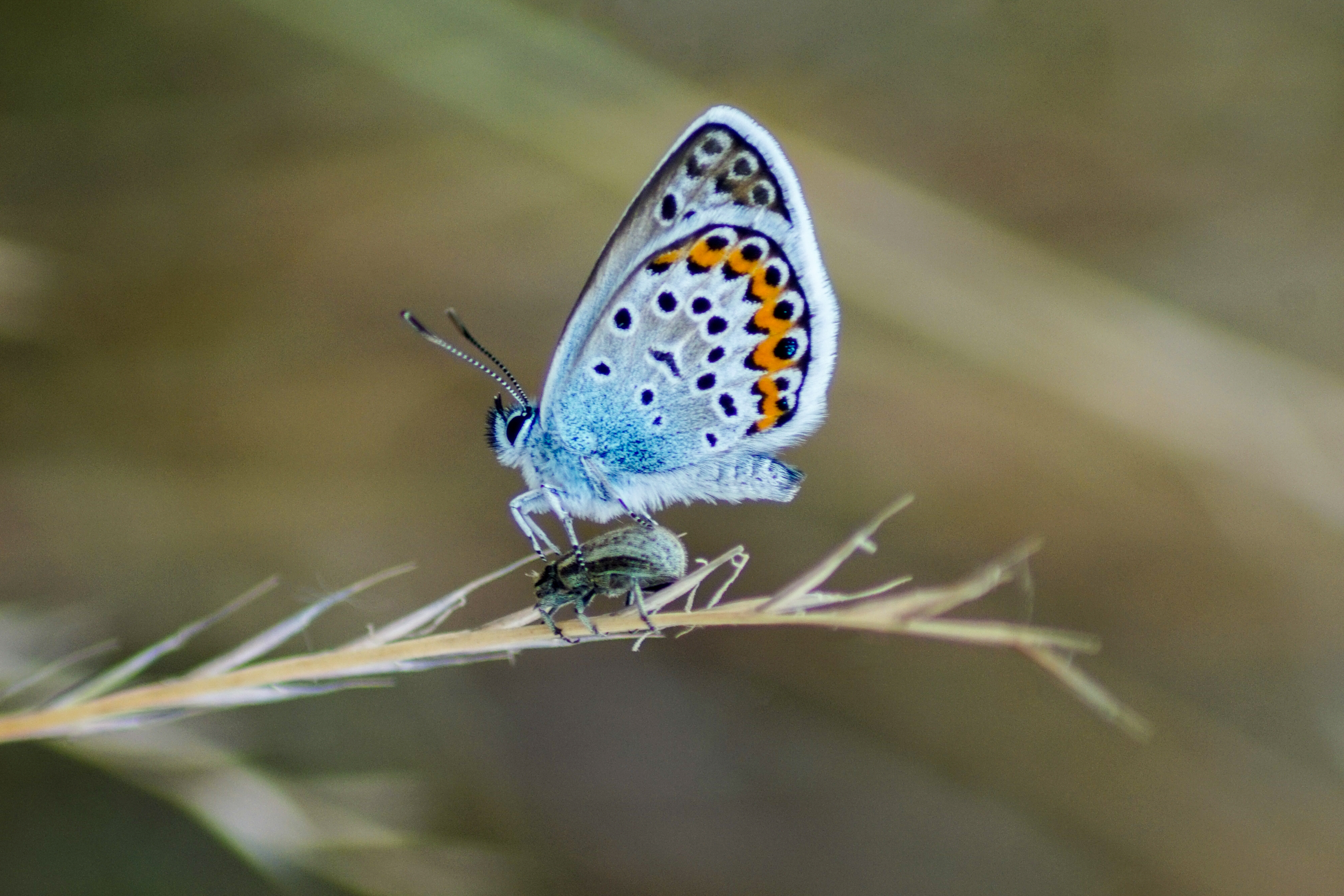
Нижняя сторона крыльев

Длина переднего крыла 11-15 мм. Размах крыльев 24-30 мм. Для данного типа бабочек характерны серебристые пятнышки на крыльях, чёрная кайма на концах крыльев и характеризующая семейство голубянок бахрома. Окрас крыльев самок и самцов отличаются: у самцов крылья синего цвета, а у самок — коричневого.

## Кормовые растения гусениц
Утёсник обыкновенный и другие бобовые, вереск.

## Распространение
Этот вид голубянок обитает на луговых ценозах и Европы и Азии (кроме арктических областей), и наблюдать её можно на обширных пространствах вплоть до Японии.

## Жизненный цикл
Голубянки аргус летают с начала июня до начала августа, а осенью начинают откладывать яйца на одревесневшие стебли растений близ муравейников, где они пережидают зиму. В год дают одно-два поколения. Появившиеся весной гусеницы имеют зелёный, с чёрной в светлом обрамлении линией на спине, окрас. Питаются лишь вечером и ночью бутонами и почками, предпочитая молодые растения, а днём укрываются среди листвы. Вырастая, они окукливаются в верхнем слое почвы, под камнями или в растительном опаде, но чаще в муравейниках. Муравьёв привлекает сладкая жидкость, выделяемая из особых желез на 10 сегменте тела гусеницы, но и после окукливания и сразу после вылупления бабочек муравьи продолжают о них заботиться.

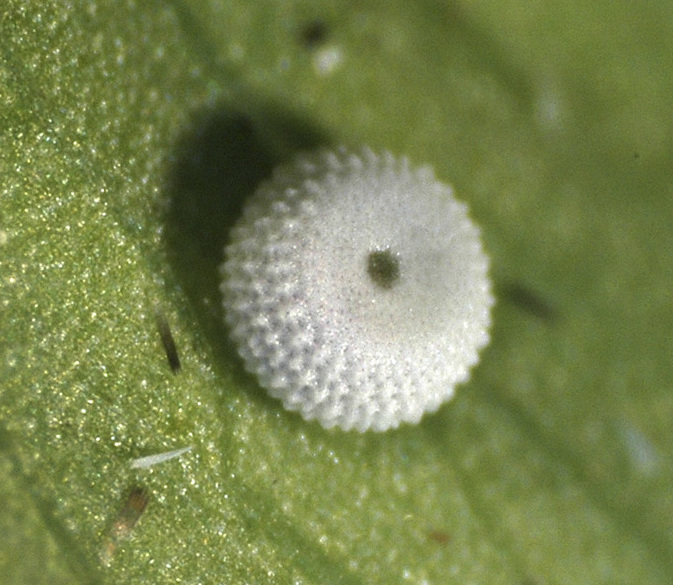
Яйцо
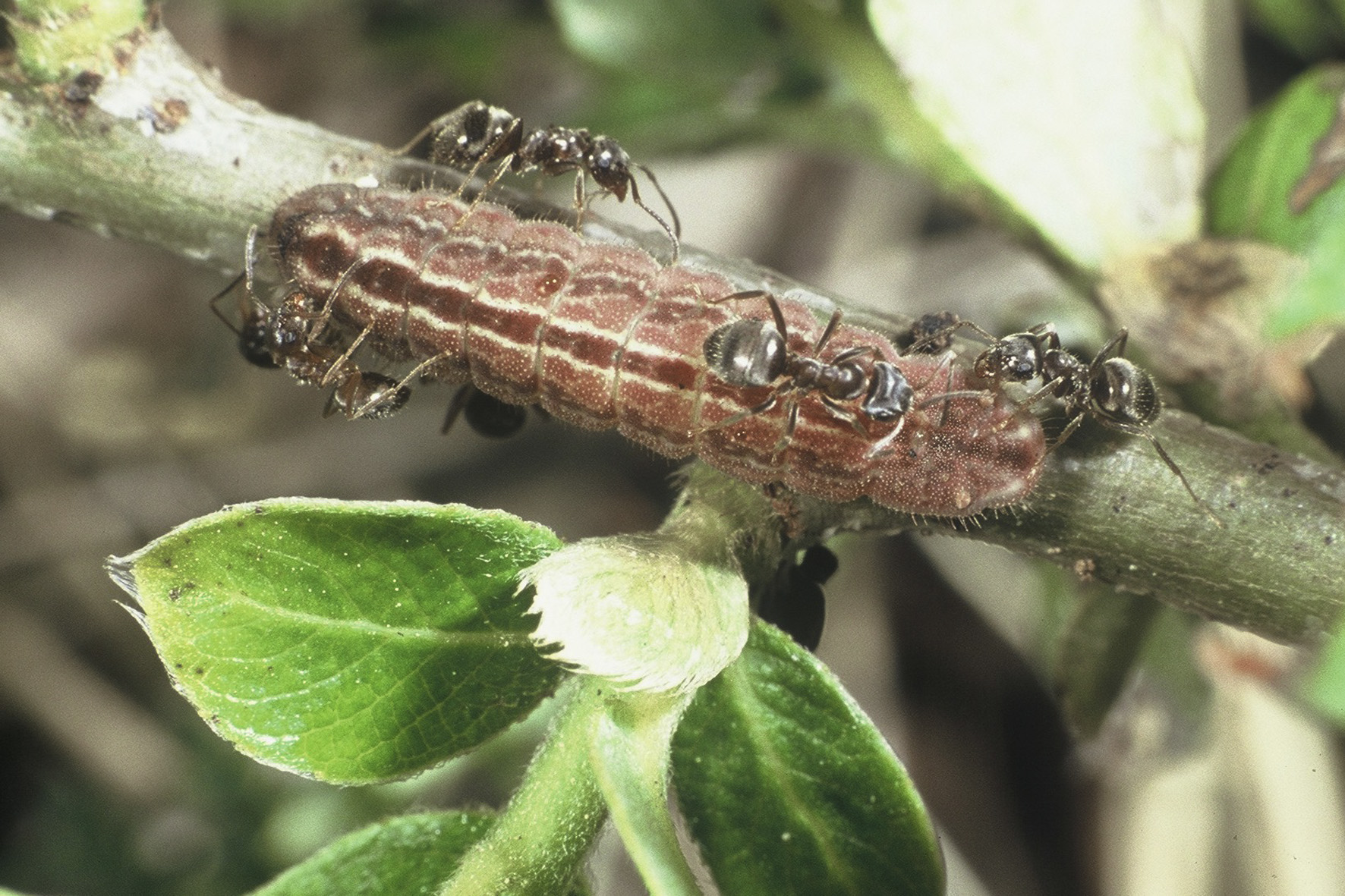
Гусеница
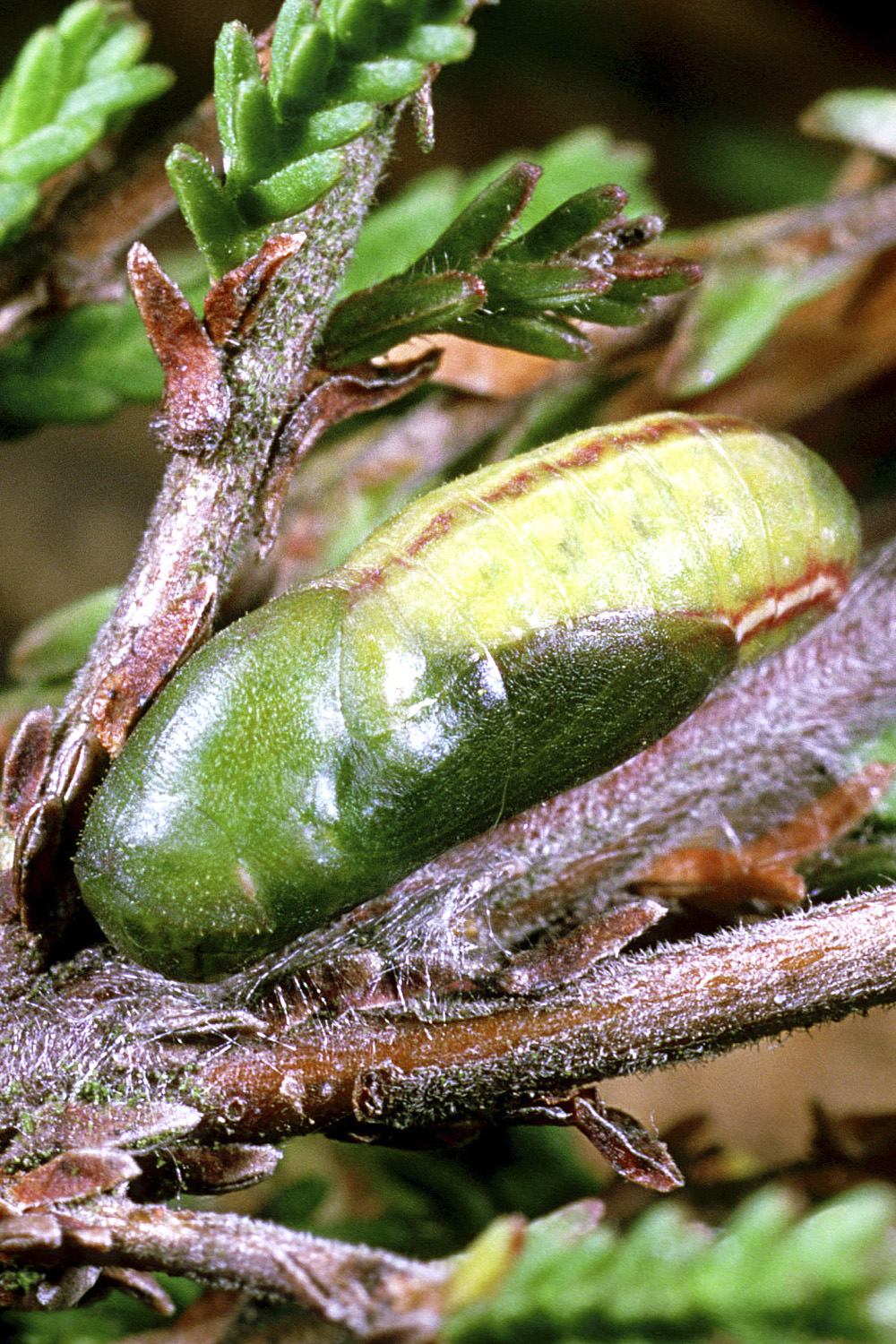
Куколка